# Sonate K. 164
La sonate K. 164 (F.114/L.59) en ré majeur est une œuvre pour clavier du compositeur italien Domenico Scarlatti.

## Présentation
La sonate K. 164, en ré majeur, est notée Andante moderato. Elle est fondée sur une cellule rythmique lancinante
avec ou sans appogiature.

## Manuscrits
Le manuscrit principal est le numéro 17 du volume I (Ms. 9772) de Venise (1752), copié pour Maria Barbara ; l'autre est Parme I 17 (Ms. A. G. 31406).

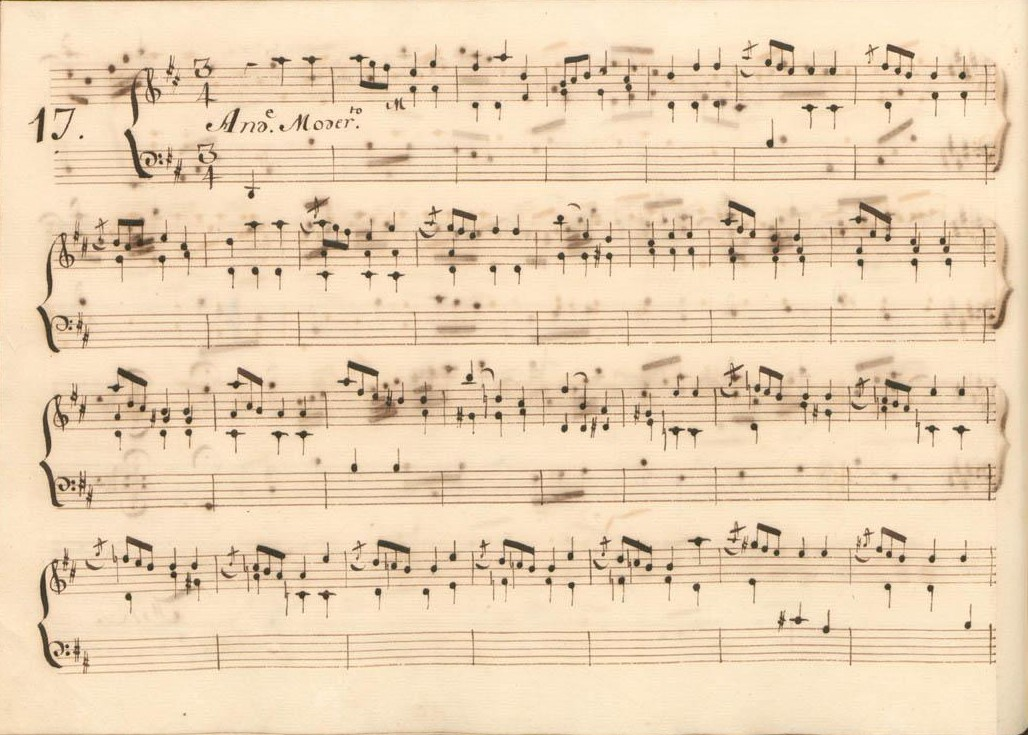
Parme I 17.
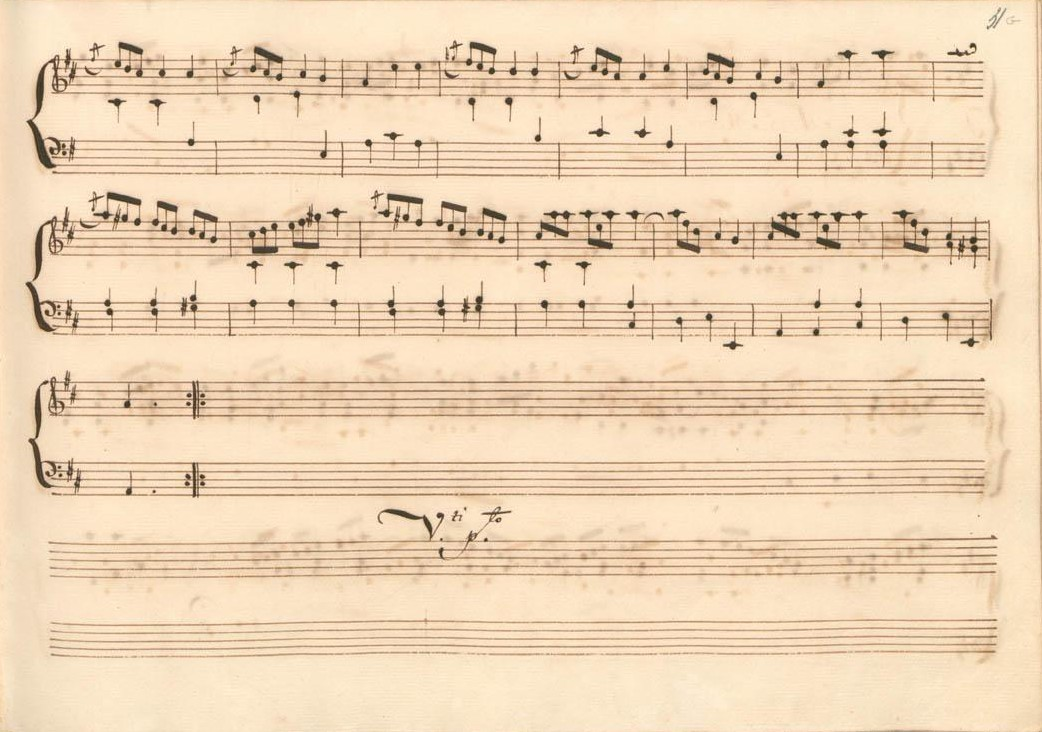
Parme I 17 (fin de la première section).
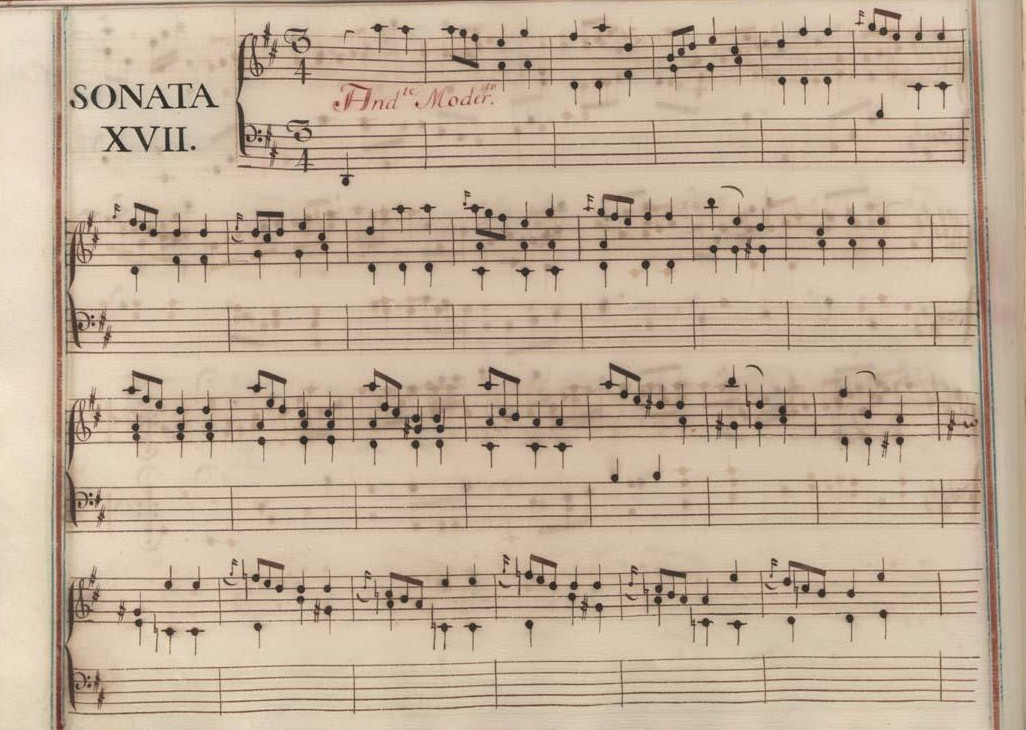
Venise I 17.
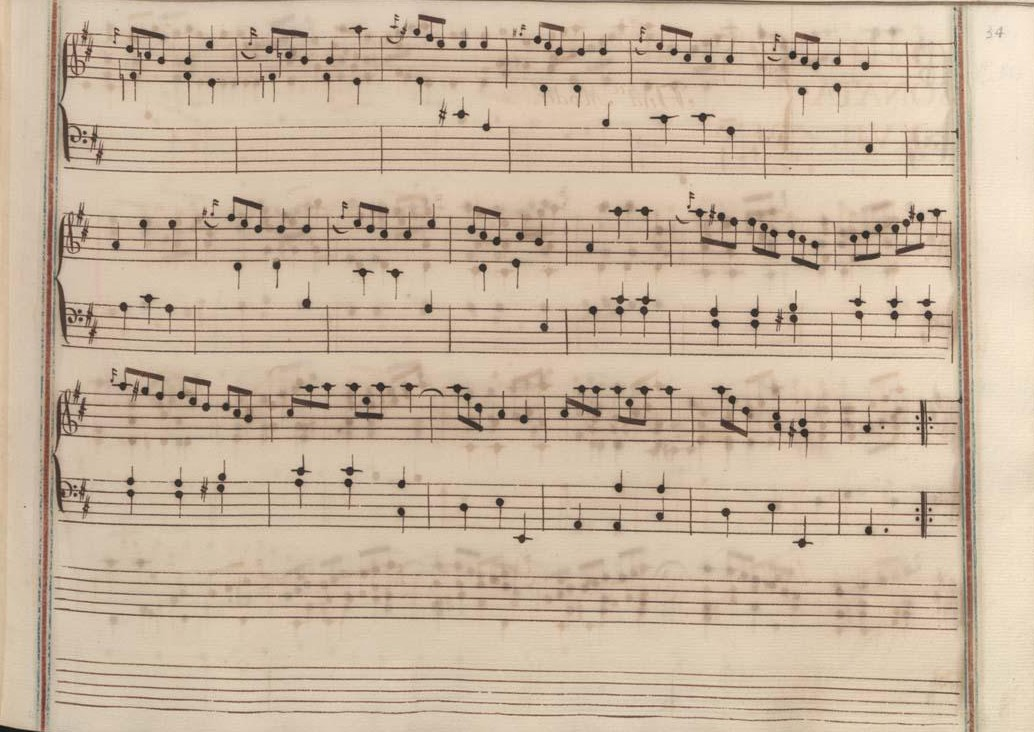
Venise I 17 (fin de la première section).
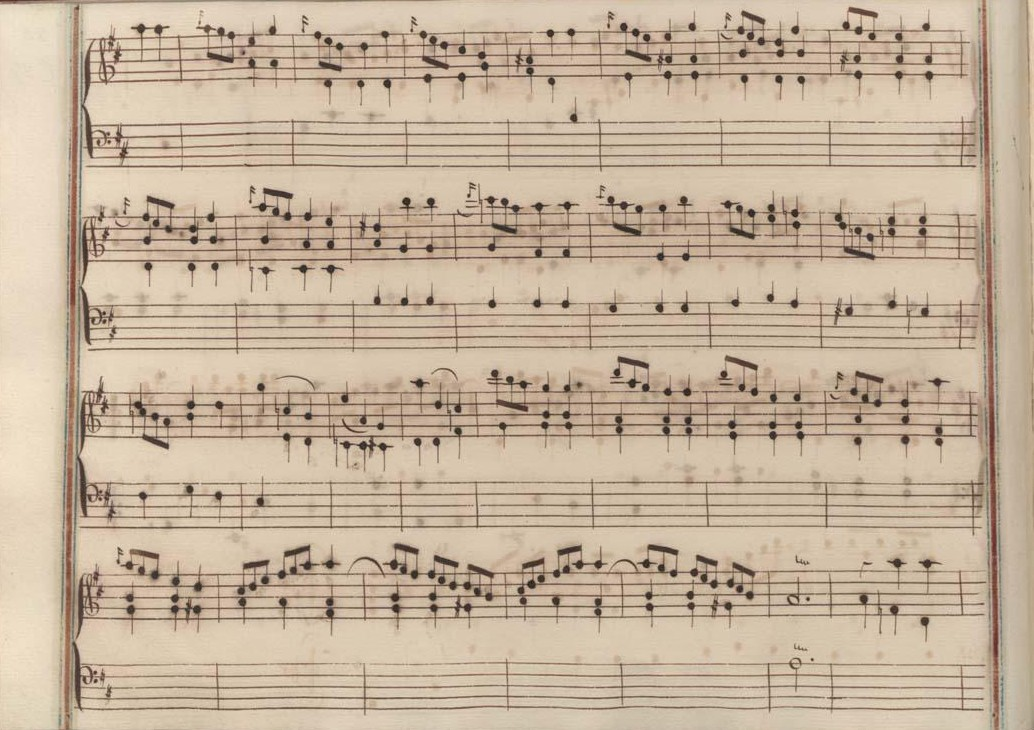
Venise I 17 (début de la seconde section).
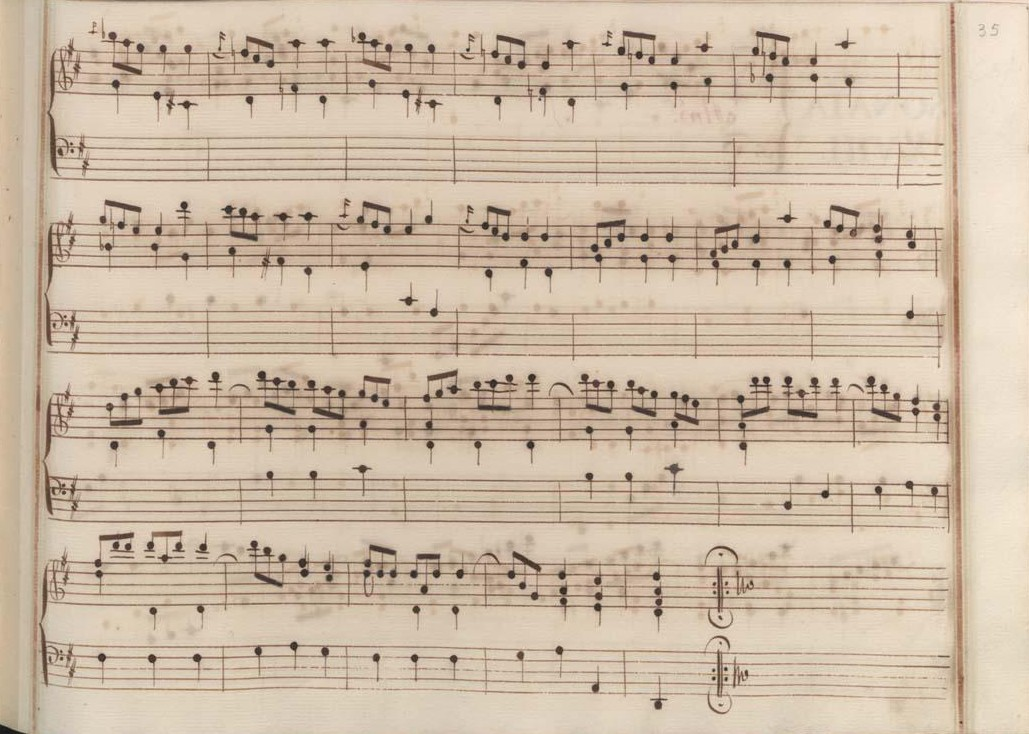
Venise I 17 (fin de la sonate).

## Interprètes
La sonate K. 164 est défendue au piano notamment par Fou Ts'ong (1984, Collins-Meridian), Chu-Fang Huang (2008, Naxos, vol. 13), Carlo Grante (2009, Music & Arts, vol. 1) et Andrea Bacchetti (2013, RCA) ; au clavecin, elle est jouée par Scott Ross (1985, Erato), Richard Lester (2001, Nimbus, vol. 1) et Pieter-Jan Belder (Brilliant Classics, vol. 4).

## Sources
: document utilisé comme source pour la rédaction de cet article.
- Ralph Kirkpatrick (trad. de l'anglais par Dennis Collins), Domenico Scarlatti, Paris, Lattès, coll. « Musique et Musiciens », 1982 (1re éd. 1953 (en)), 493 p. (ISBN 978-2-7096-0118-4, OCLC 954954205, BNF 34689181).
- Alain de Chambure, « Domenico Scarlatti, Intégrale des sonates — Scott Ross », Erato/Éditions Costallat (2564-62092-2 (livret : 2292-45309-2)), 1985 (OCLC 891183737) .